# Carlos Ramos
Pour les articles homonymes, voir Ramos.
Carlos Ramos, né en 1971 à Lisbonne, est un arbitre international portugais de tennis.

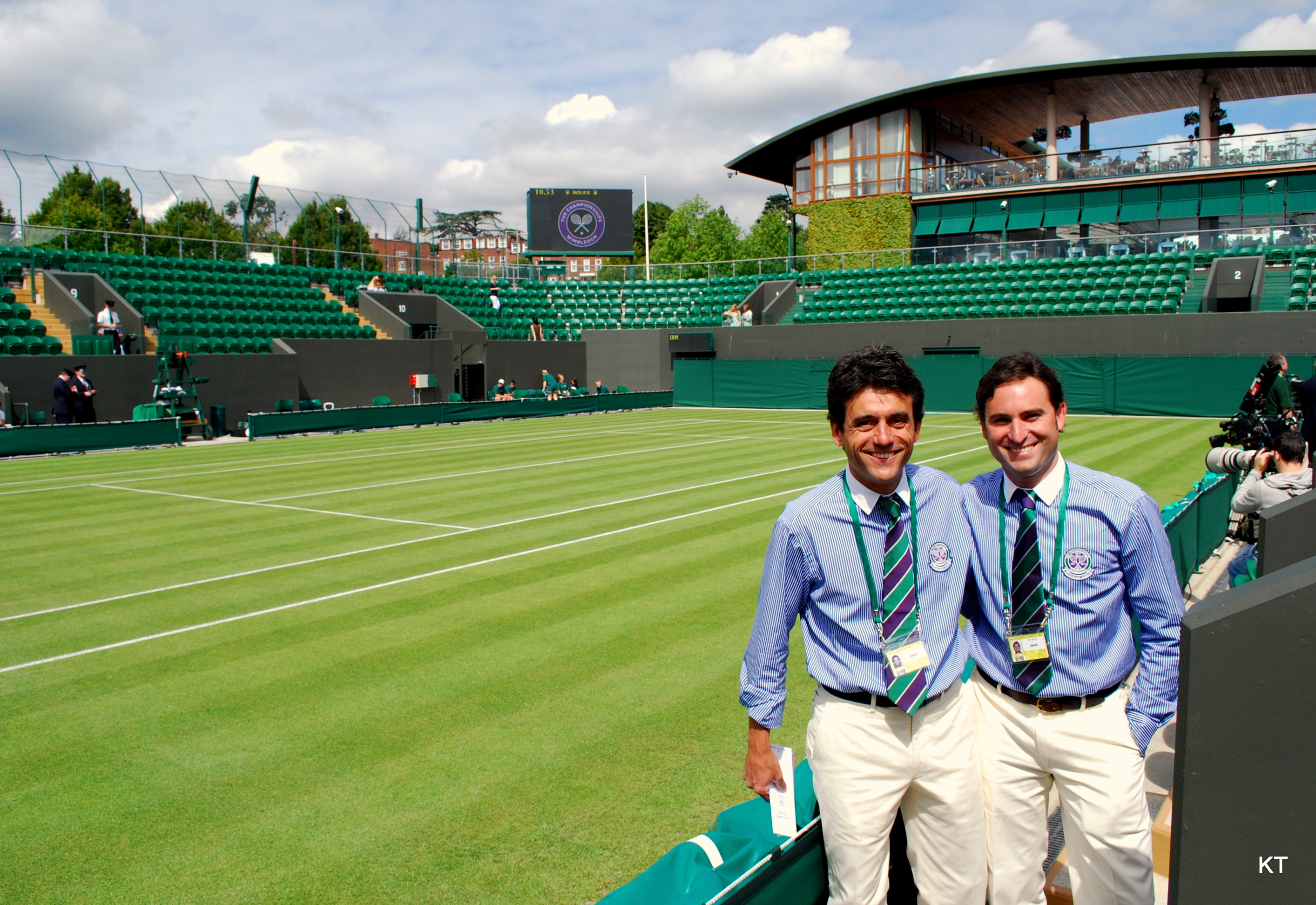
Carlos Ramos et Enric Molina lors du tournoi de Wimbledon 2011.

## Biographie
Carlos Ramos est installé en France à Saint-Genis-Laval depuis 1996. Il débute l'arbitrage en tant que juge de ligne en 1987 puis devient professionnel en 1991. En marge de son activité, il est aussi formateur et parfois juge-arbitre sur des tournois d'importance moindre.
Détenteur du badge or, plus haute distinction en matière d'arbitrage, il travaille pour la Fédération internationale de tennis et arbitre ainsi principalement les tournois du Grand Chelem, la Coupe Davis et la Fed Cup.
Il officie lors de ses premières finales de Grand Chelem en 2005 avec tout d'abord la finale masculine de l'Open d'Australie, puis celle féminine des Internationaux de France. Parmi ses autres finales majeures, notons celle entre Roger Federer et Rafael Nadal à Wimbledon en 2007, celle opposant Novak Djokovic et Jo-Wilfried Tsonga à l'Open d'Australie l'année suivante, ou encore celle entre Djokovic et Nadal à l'US Open en 2011. En 2012, il est l'arbitre de la finale du simple messieurs des Jeux olympiques de Londres.
Ramos fait partie des arbitres les plus expérimentés. Connu pour son strict respect des règles, Rafael Nadal s'en est pris à lui en 2017 pour l'avoir pénalisé à deux reprises pour dépassement de temps.
En 2018, lors de la finale de l'US Open entre Naomi Osaka et Serena Williams, il se fait traiter de "voleur" par la joueuse américaine pour lui avoir infligé deux avertissements, le premier pour avoir été coachée par Patrick Mouratoglou, le second, synonyme de point de pénalité, pour avoir brisé sa raquette. Serena Williams écope d'un troisième avertissement pour son insulte envers l'arbitre, ce qui lui vaut un jeu de pénalité. Elle perd ses nerfs et réclame le juge-arbitre, accusant, en larmes, Ramos de sexisme, mais Brian Earley donne raison à Ramos. Elle perdra le match deux jeux plus tard. Le directeur de l'ITF donnera raison à Carlos Ramos, tandis que la directrice de la WTA prendra fait et cause pour Serena Williams, Carlos Ramos sera interdit d'arbitrer les matches de Serena Williams lors de l'US Open 2019.